# 阿部寿樹
阿部 寿樹（あべ としき、1989年12月3日 - ）は、岩手県一関市出身のプロ野球選手（内野手、外野手）。右投右打。東北楽天ゴールデンイーグルス所属。
愛称は「マスター」。

## 経歴

### プロ入り前
一関市立赤荻小学校1年（もしくは2年）で赤荻スポーツ少年団に入団して軟式野球を始め、一関市立山目中学校（2015年に一関市立中里中学校と統合し現在は一関市立磐井中学校）では、軟式野球部に所属した。硬式球や木製バットは自宅のビニールハウス内に設けられた父親手製の練習場でバッティング練習等をして親しんでいたという。
その後、進学した岩手県立一関第一高等学校では、3年春の県大会優勝、続いての東北大会優勝が最高成績だった。3年生の夏の予選では2回戦で花巻東高校と当たり、当時1年生でリリーフ登板した菊池雄星とも対戦し敗退した。野球部の同級生に菅生翔平（フリーアナウンサー）がいる。
東京六大学野球でプレーすることに惹かれ、明治大学情報コミュニケーション学部へ進学した。硬式野球部では1年春からベンチ入りすると、同年秋に試合を経験し、打席数は少ないながらも打率.333 の成績を収め自信を持つことができた。3年春には三塁手のレギュラーを獲得して規定打席に到達、打率.353 を記録した。さらに、遊撃手に転向した同年秋も.306 と好調だった。一転4年春は不振で打率が.186 と落込んだ。前に突込みがちになる悪癖を改めボールを引き付けて打つことをテーマに体の開きや左腰の癖を修正、またバットを長いものに変えると4年秋には打率.261 と盛返し、リーグ優勝、及び15年ぶりの神宮大会優勝に貢献した。リーグ通算成績は、64試合の出場で、198打数52安打、打率.263、0本塁打、14打点であった。大学同期には野村祐輔・島内宏明・柴田章吾がいる。大学4年時（2011年）の就職活動の際、当初は硬式野球部を持つ東北の銀行への就職を考えていたが東日本大震災の影響で採用枠が減らされるとのことで断念、Hondaの練習に参加し、監督の長谷川寿からフリーバッティングの力強さや遊撃手としての守備を認められ内定を得た。
入社した本田技研工業では、野球部のある埼玉製作所狭山工場に配属され、車体に配線をはめ込む仕事をした。野球部では、入社から2年間は打撃に苦しみ伸び悩み、2年目にはそれまで評価の高かった守備の面でも送球の精度が悪化した。それでも、チームの三塁手兼コーチの多幡雄一に逆方向への打撃の指導を受け調子を取り戻し、3年目への飛躍となった。また、課題だった送球では外野や打撃投手も経験したことで腕を強く振れるようになり改善された。2014年の第85回都市対抗野球大会では初戦のJR西日本との試合でタイブレークの13回二死満塁で逆転のサヨナラ打を放つなど打撃好調で、特にこのサヨナラ打は本人の自信にもつながったという。これらの活躍でプロからも注目されるようになり、中でも当時の中日ドラゴンズGM・落合博満から遠藤一星とともに都市対抗野球で注目した選手の一人にあげられたことは、本人の奮起を促す人生の契機となったと言う。しかし、指名解禁となる同年ではドラフト指名されることはなかった。
翌2015年10月22日に行われたドラフト会議にて、中日ドラゴンズから5位指名を受け、11月26日に契約金5000万円、年俸1000万円で仮契約を結んだ（金額は推定）。背番号は5。同年は、同じHondaから、石橋良太が東北楽天ゴールデンイーグルスから5位指名を、仲尾次オスカルが広島東洋カープから6位指名を受けた。

### 中日時代
2016年は、8月11日に一軍に昇格。この年は打率1割台に終わるも、9月14日の対読売ジャイアンツ戦（ナゴヤドーム）ではスコット・マシソンからプロ初本塁打を記録した。
2017年は、21試合に出場した。
2018年は、二塁手のレギュラー争いに敗れ、18試合の出場に留まり、オフには50万円減の950万円で更改した。秋季キャンプでは外野手の練習にも取り組んだ。二軍監督の小笠原道大に奨められ、この年からトレードマークとなる髭を伸ばし始めた。
2019年は、開幕を一軍で迎え、開幕戦では二塁手として先発出場した。4月5日の対東京ヤクルトスワローズ戦（明治神宮野球場）では1年目以来となるプロ2本目の本塁打を記録した。シーズン途中から二塁手に定着し、チームの10年ぶり8連勝に貢献した。最終的に、自身初めて規定打席に到達し、リーグ10位の打率.291の成績を残した。
2020年は、序盤は打率が1割を切るほどの不振でスタメンを外れる試合もあったが、二塁手のレギュラーとしてシーズンを過ごした。7月16日の横浜DeNAベイスターズ戦（ナゴヤドーム）で自己最多となる1試合4打点を記録し、9月19日の阪神タイガース戦（ナゴヤドーム）で自己最多となる8号本塁打を放った。さらに、10月12日の読売ジャイアンツ戦（ナゴヤドーム）では桜井俊貴から10号2点本塁打を放ち、プロ入り後初となるシーズン2桁本塁打を記録した。最終的に、ダヤン・ビシエドに次ぐチーム内2位となる13本塁打、および61打点を記録し、ポイントゲッターとして活躍した一方で、両リーグ最多となる21併殺打を記録するなど粗さも目立った。
2021年は、打順が2番・5番・6番と転々とし、4月21日の対DeNA戦（横浜スタジアム）で1号本塁打を放ったが、打撃不振により6月28日に出場選手登録を抹消された。また東京オリンピック休暇中には右第一肋骨を負傷した。この二軍生活の間に打撃フォームをシンプル、コンパクトにするよう改造した。また、ウエイトトレーニングを積極的に行い体重を85kg から92kg に増やした。この年は最終的に、66試合の出場で打率.209に留まった。オフには、900万円減の3600万円で更改した。秋季キャンプでは2018年以来となる外野守備練習に取り組んだ。

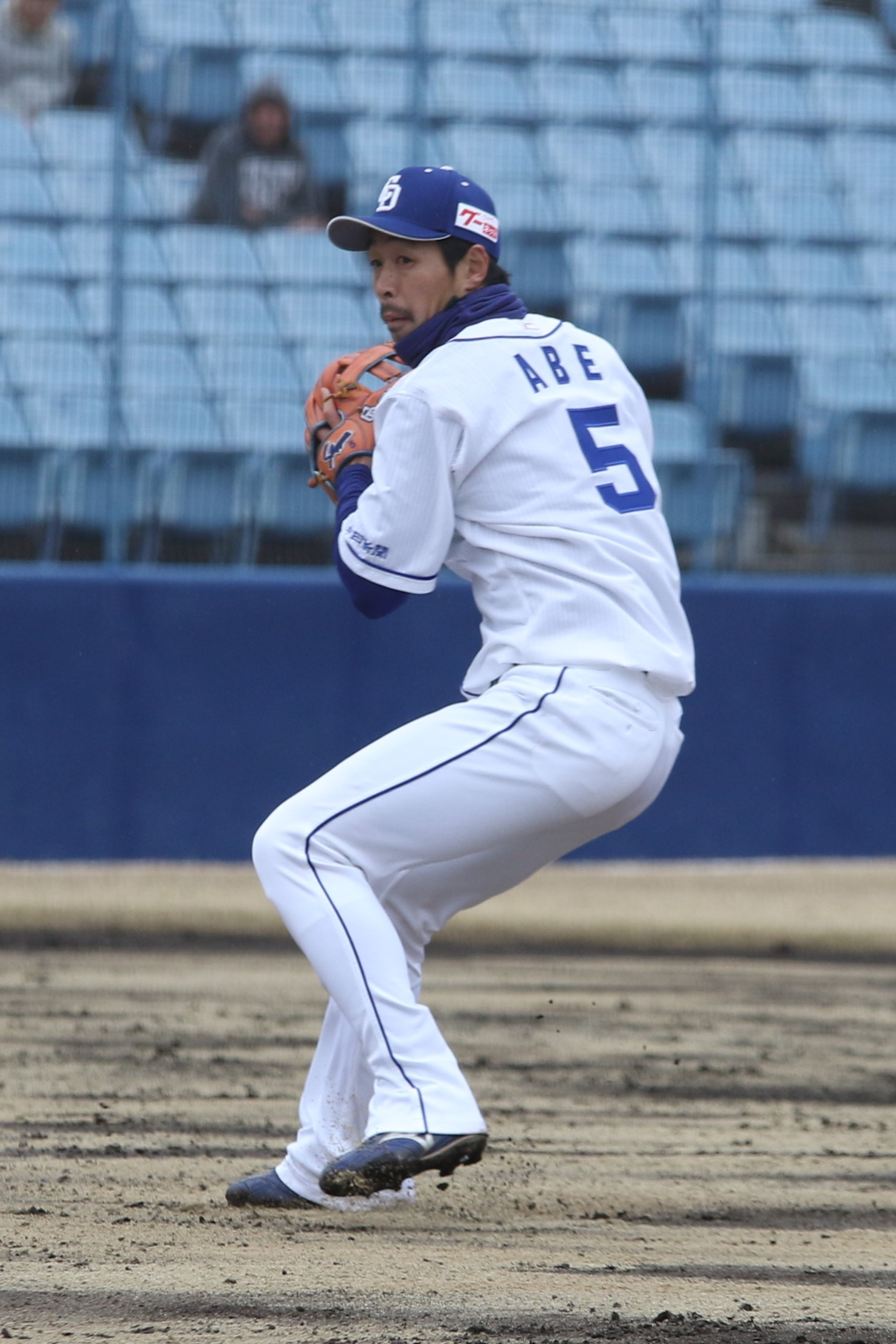
中日ドラゴンズ時代
2019年3月17日 ナゴヤ球場

また、シーズン終了後には、立浪和義新監督の「髭・茶髪・長髪禁止」という方針の下で、トレードマークの髭を剃った。
2022年は、石川昂弥を三塁手として起用する方針により高橋周平の二塁手起用が濃厚となり、オープン戦では左翼手としての出場が目立ったが、高橋の怪我により開幕戦は二塁手として先発出場した。6月18日の対巨人戦（バンテリンドーム ナゴヤ）では、左肩痛で欠場したビシエドに代わり、プロ7年目で初めて4番打者として先発出場した。6月28日・29日の巨人戦において8打席連続安打を記録し、球団新記録となった。怪我で離脱した石川、高橋に代わって後半戦開幕からは主に三塁手として出場した。最終的にポジションを転々としながらも1年間スタメンを守り続け、いずれもビシエドに次ぐチーム2位の9本塁打、57打点を記録した。クリーンナップを担うなど勝負強さを発揮したといわれた。

### 楽天時代
2022年11月15日、涌井秀章との交換トレードで楽天へ移籍することが発表された。両球団の中心選手同士のトレードということもあり、SNSを中心に話題を呼んだ。同年11月22日、楽天モバイルパーク宮城内で入団会見を行い、抱負を語った。推定年俸は2900万増の6500万円、背番号は4。涌井を獲得して阿部を放出した中日の立浪和義監督は「今年点が取れなかったので、打つ方のことと言われているけど、就任時から言っていますが、まずはピッチャーを含めた守りを一番に考えていきたい。その後プラスアルファで打つ方も。急にはうまくいかないかもしれないけど、そういう風にやっていきたい」とチーム編成の意図について説明している。
2023年は3月30日の北海道日本ハムファイターズとの開幕戦（エスコンフィールドHOKKAIDO）で第1打席で移籍後初安打となる二塁打を放つも、4月13日時点では10試合に出場し、打率.107（28打数3安打）と打撃不振で同日付けで出場選手登録を抹消された。5月21日に一軍に復帰すると、同日の対千葉ロッテマリーンズ戦（楽天モバイルパーク宮城）で7回二死二塁に代打で出場し、東妻勇輔から適時二塁打を放ち、移籍後初打点を挙げた。6月は15日の対広島戦（MAZDA Zoom-Zoom スタジアム広島）では7回裏の守備から出場。1点を追う8回二死満塁の打席で島内颯太郎から逆転2点適時打を放ち、シーズン初の3カード連続勝ち越しを決める勝利に貢献した。24日時点では打率.136と不振が続き、25日以降は出場機会がなく、30日に再び出場選手登録を抹消。7月13日に出場選手登録されると、同月16日の対ロッテ戦（ZOZOマリン）で9回二死一塁の打席で益田直也から移籍後初本塁打となる2点本塁打を放った。8月11日の対オリックス・バファローズ戦（楽天モバイルパーク宮城）では2回に放った移籍後本拠地での初本塁打を含むシーズン初の1試合4安打を記録した。シーズン通算では78試合に出場、打率.255、4本塁打、24打点の成績に終わった。オフの11月26日に700万円減となる推定年俸5800万円で契約を更改した。
2024年は6月9日の古巣の対中日戦（バンテリンドーム ナゴヤ）で2回一死無走者の打席で松葉貴大からシーズン初本塁打を放つと、8月4日の対埼玉西武ライオンズ戦（ベルーナドーム）で2回二死無走者の打席で菅井信也から本塁打を放ち、史上47人目となる全球団から本塁打を達成した。同月21日の対福岡ソフトバンクホークス戦（楽天モバイルパーク宮城）では1-1の同点で迎えた9回一死三塁の打席で松本裕樹から自身初のサヨナラ適時打を放った。シーズン通算では78試合に出場、打率.227、9本塁打、32打点の成績を残し、長打率ではプロ入り9年目で自己最高となる.419を記録した。オフの12月4日に500万円増となる推定年俸6300万円で契約を更改した。

## 選手としての特徴
遠投110mの強肩で、俊敏な動きの高い守備力が武器。
打撃では2018年に当時の二軍監督の小笠原道大から下半身を意識した打撃を指導され、広角に打ち分ける技術とパンチ力を身につけた。
藤川球児も「打撃も良いし守備も良い。右打者で中々あそこまでの選手いないと思う」と絶賛している。

## 人物
「マスター」の愛称は、2019年に当時ヘッドコーチの伊東勤から「バーのマスターのような風貌」という理由で付けられた。
実家は稲作農家である。

## 詳細情報

### 年度別打撃成績
| 年 度     | 球 団     | 試 合 | 打 席 | 打 数 | 得 点 | 安 打 | 二 塁 打 | 三 塁 打 | 本 塁 打 | 塁 打 | 打 点 | 盗 塁 | 盗 塁 死 | 犠 打 | 犠 飛 | 四 球 | 敬 遠 | 死 球 | 三 振 | 併 殺 打 | 打 率 | 出 塁 率 | 長 打 率 | O P S |
| --------- | --------- | ----- | ----- | ----- | ----- | ----- | -------- | -------- | -------- | ----- | ----- | ----- | -------- | ----- | ----- | ----- | ----- | ----- | ----- | -------- | ----- | -------- | -------- | ----- |
| 2016      | 中日      | 25    | 53    | 49    | 2     | 9     | 1        | 0        | 1        | 13    | 4     | 1     | 1        | 1     | 1     | 2     | 0     | 0     | 10    | 2        | .184  | .212     | .265     | .477  |
| 2017      | 中日      | 21    | 46    | 41    | 3     | 11    | 1        | 0        | 0        | 12    | 2     | 1     | 0        | 1     | 0     | 4     | 0     | 0     | 13    | 0        | .268  | .333     | .293     | .626  |
| 2018      | 中日      | 18    | 26    | 23    | 1     | 5     | 3        | 0        | 0        | 8     | 4     | 0     | 0        | 0     | 0     | 3     | 0     | 0     | 3     | 1        | .217  | .308     | .348     | .656  |
| 2019      | 中日      | 129   | 484   | 447   | 51    | 130   | 24       | 3        | 7        | 181   | 59    | 1     | 0        | 3     | 2     | 31    | 3     | 1     | 82    | 9        | .291  | .337     | .405     | .742  |
| 2020      | 中日      | 115   | 459   | 421   | 44    | 108   | 25       | 0        | 13       | 172   | 61    | 2     | 4        | 5     | 2     | 30    | 0     | 1     | 92    | 21       | .257  | .306     | .409     | .715  |
| 2021      | 中日      | 66    | 240   | 215   | 18    | 45    | 10       | 0        | 5        | 70    | 16    | 0     | 1        | 4     | 2     | 19    | 0     | 0     | 36    | 8        | .209  | .271     | .326     | .597  |
| 2022      | 中日      | 133   | 548   | 486   | 44    | 131   | 31       | 2        | 9        | 193   | 57    | 3     | 1        | 3     | 6     | 49    | 0     | 4     | 105   | 14       | .270  | .338     | .397     | .735  |
| 2023      | 楽天      | 78    | 253   | 216   | 16    | 55    | 17       | 1        | 4        | 86    | 24    | 0     | 0        | 6     | 2     | 27    | 1     | 2     | 47    | 12       | .255  | .340     | .398     | .738  |
| 2024      | 楽天      | 78    | 254   | 229   | 19    | 52    | 13       | 2        | 9        | 96    | 32    | 0     | 2        | 4     | 0     | 20    | 0     | 1     | 54    | 3        | .227  | .292     | .419     | .711  |
| 通算：9年 | 通算：9年 | 663   | 2363  | 2127  | 198   | 546   | 125      | 8        | 48       | 831   | 259   | 8     | 9        | 27    | 15    | 185   | 4     | 9     | 442   | 70       | .257  | .317     | .391     | .707  |

- 2024年度シーズン終了時
- 各年度の太字はリーグ最多

### 年度別守備成績
内野守備
| 年 度 | 球 団 | 一塁  | 一塁  | 一塁  | 一塁  | 一塁  | 一塁     | 二塁  | 二塁  | 二塁  | 二塁  | 二塁  | 二塁     | 三塁  | 三塁  | 三塁  | 三塁  | 三塁  | 三塁     | 遊撃  | 遊撃  | 遊撃  | 遊撃  | 遊撃  | 遊撃     |
| 年 度 | 球 団 | 試 合 | 刺 殺 | 補 殺 | 失 策 | 併 殺 | 守 備 率 | 試 合 | 刺 殺 | 補 殺 | 失 策 | 併 殺 | 守 備 率 | 試 合 | 刺 殺 | 補 殺 | 失 策 | 併 殺 | 守 備 率 | 試 合 | 刺 殺 | 補 殺 | 失 策 | 併 殺 | 守 備 率 |
| ----- | ----- | ----- | ----- | ----- | ----- | ----- | -------- | ----- | ----- | ----- | ----- | ----- | -------- | ----- | ----- | ----- | ----- | ----- | -------- | ----- | ----- | ----- | ----- | ----- | -------- |
| 2016  | 中日  | -     | -     | -     | -     | -     | -        | 10    | 9     | 19    | 1     | 3     | .966     | 2     | 1     | 9     | 1     | 2     | .909     | 13    | 13    | 27    | 2     | 4     | .952     |
| 2017  | 中日  | 6     | 9     | 1     | 0     | 1     | 1.000    | 8     | 17    | 16    | 1     | 6     | .971     | 3     | 4     | 4     | 0     | 0     | 1.000    | -     | -     | -     | -     | -     | -        |
| 2018  | 中日  | 2     | 3     | 0     | 0     | 0     | 1.000    | 7     | 11    | 13    | 2     | 4     | .923     | -     | -     | -     | -     | -     | -        | -     | -     | -     | -     | -     | -        |
| 2019  | 中日  | 12    | 34    | 1     | 0     | 5     | 1.000    | 117   | 242   | 306   | 3     | 66    | .995     | 1     | 0     | 0     | 0     | 0     | ----     | -     | -     | -     | -     | -     | -        |
| 2020  | 中日  | -     | -     | -     | -     | -     | -        | 114   | 238   | 305   | 5     | 72    | .991     | -     | -     | -     | -     | -     | -        | -     | -     | -     | -     | -     | -        |
| 2021  | 中日  | -     | -     | -     | -     | -     | -        | 65    | 124   | 184   | 0     | 33    | 1.000    | -     | -     | -     | -     | -     | -        | -     | -     | -     | -     | -     | -        |
| 2022  | 中日  | 10    | 12    | 2     | 0     | 1     | 1.000    | 73    | 149   | 202   | 3     | 31    | .992     | 56    | 33    | 89    | 3     | 12    | .976     | -     | -     | -     | -     | -     | -        |
| 2023  | 楽天  | 54    | 358   | 24    | 1     | 17    | .997     | -     | -     | -     | -     | -     | -        | 18    | 3     | 9     | 3     | 1     | .800     | -     | -     | -     | -     | -     | -        |
| 2024  | 楽天  | 9     | 59    | 10    | 0     | 9     | 1.000    | -     | -     | -     | -     | -     | -        | 4     | 6     | 6     | 0     | 0     | 1.000    | -     | -     | -     | -     | -     | -        |
| 通算  | 通算  | 93    | 475   | 38    | 1     | 33    | .998     | 394   | 790   | 1045  | 15    | 215   | .992     | 84    | 47    | 117   | 7     | 15    | .959     | 13    | 13    | 27    | 2     | 4     | .952     |

外野守備
| 年 度 | 球 団 | 外野  | 外野  | 外野  | 外野  | 外野  | 外野     |
| 年 度 | 球 団 | 試 合 | 刺 殺 | 補 殺 | 失 策 | 併 殺 | 守 備 率 |
| ----- | ----- | ----- | ----- | ----- | ----- | ----- | -------- |
| 2022  | 中日  | 7     | 11    | 0     | 0     | 0     | 1.000    |
| 2023  | 楽天  | 15    | 27    | 0     | 0     | 0     | 1.000    |
| 2024  | 楽天  | 32    | 61    | 1     | 3     | 0     | .954     |
| 通算  | 通算  | 54    | 99    | 1     | 3     | 0     | .971     |

- 2024年度シーズン終了時
- 各年度の太字はリーグ最高

### 記録
初記録
- 初出場：2016年8月11日、対東京ヤクルトスワローズ21回戦（ナゴヤドーム）、8回裏に荒木雅博の代走で出場
- 初打席：2016年8月13日、対阪神タイガース20回戦（京セラドーム大阪）、8回表に堂上直倫の代打で出場、藤川球児から遊撃ゴロ
- 初先発出場：2016年8月14日、対阪神タイガース21回戦（京セラドーム大阪）、「6番・遊撃手」で先発出場
- 初安打：同上、4回表に岩崎優から三塁内野安打
- 初盗塁：2016年8月31日、対阪神タイガース23回戦（ナゴヤドーム）、7回裏に二盗（投手：ランディ・メッセンジャー、捕手：原口文仁）
- 初本塁打・初打点：2016年9月14日、対読売ジャイアンツ21回戦（ナゴヤドーム）、8回裏にスコット・マシソンから右越ソロ

その他の記録
- 全球団から本塁打：2024年8月4日、対埼玉西武ライオンズ18回戦（ベルーナドーム）、2回表に菅井信也から左中間ソロ ※史上47人目[61][70]

### 背番号
- 5（2016年[17] - 2022年）
- 4（2023年[50] - ）